# بيل ويبر (ساحر استعراضي)
بيل ويبر (بالإنجليزية: Bill Weber)‏ هو ساحر استعراضي أمريكي، ولد في 8 مايو 1957 في بلدة ميدلتاون (نيو جيرسي) ‏ في الولايات المتحدة.